# Віктор Радоєвич
Віктор Радоєвич (серб. Виктор Радојевић, нар. 14 липня 2004, Белград, Сербія) — сербський футболіст, фланговий захисник клубу «Црвена Звезда».

## Ігрова кар'єра

### Клубна
Віктор Радоєвич є вихованцем футбольної академії столичного клубу «Црвена Звезда».
У 2022 році футболіста було внесено в заявку першої команди але одразу Радоєвич був відправлений в оренду у клуб Першої ліги «Графичар», де грав два сезони. У січні 2024 року футболіст повернувся до «Црвени Ззвезди» і в першому сезоні отримав титул чемпіона Сербії.

### Збірна
З 2018 року Віктор Радоєвич виступав за юнацькі збірні Сербії різних вікових категорій.

## Титули
Црвена Звезда
 Чемпіон Сербії: 2023/24